# اريك ساندرز (لاعب كرة قدم أمريكية)
اريك ساندرز (بالإنجليزية: Eric Sanders)‏ هو لاعب كرة قدم أمريكية أمريكي، ولد في 22 أكتوبر 1958 في رينو في الولايات المتحدة.

## وصلات خارجية
- أريك ساندرز على موقع مرجع كرة القدم المحترفة.كوم (الإنجليزية)